# Teucholabis (Teucholabis) rectispina
Teucholabis (Teucholabis) rectispina is een tweevleugelige uit de familie steltmuggen (Limoniidae). De soort komt voor in het Neotropisch gebied.